# Brick by Boring Brick
Brick by Boring Brick jest drugim singlem zespołu Paramore z ich trzeciego albumu Brand New Eyes.
Teledysk został nakręcony w Los Angeles 8 października 2009 przez Meierta Avisa.

## Notowania
| Lista (2009)                     | Pozycja |
| -------------------------------- | ------- |
| New Zealand Singles Chart        | 33      |
| UK Rock Chart                    | 3       |
| U.S. Billboard Alternative Songs | 25      |
| U.S. Billboard Rock Songs        | 45      |
| Hot Mainstream Rock Tracks       | 31      |

## Certyfikaty i sprzedaż
| Kraj                  | Certyfikat    | Sprzedaż |
| --------------------- | ------------- | -------- |
| Wielka Brytania (BPI) | srebrna płyta | 200 000+ |